# Otto Langnau
Otto Langnau (* 11. November 1902 in Brunau bei Danzig; † nicht zu ermitteln) war ein deutscher Politiker (KPD). Er war Abgeordneter des Volkstages der Freien Stadt Danzig.

## Leben
Langnau, Sohn eines Kleinbauern, war zunächst Landarbeiter und arbeitete später von 1921 bis 1923 Bergarbeiter im Ruhrgebiet. Er wurde Mitglied der Kommunistischen Partei Deutschlands (KPD) und kehrte dann zurück nach Brunau. Ab 1928 war er Gemeindevertreter, von 1929 bis Anfang 1933 Gemeindevorsteher der Gemeinde Brunau. Ab Januar 1928 war Langnau auch Abgeordneter des Volkstages Danzig und ab Mai 1931 Mitglied im Kreistag Großes Werder. 
Bei den Volkstagswahlen im Mai 1933 führte er zusammen mit Anton Plenikowski die Liste der KPD an. 1936 wurde Langnaus Immunität wegen eines formalen Verstoßes gegen das Pressegesetz aufgehoben. Nachdem die Mandatskommission des Volkstages Plenikowskis Abgeordnetenmandat am 7. Oktober 1937 wegen dessen Flucht nach Schweden für ungültig erklärt hatte, wurden Langnau und Paul Serotzki Verfolgungsmaßnahmen angedroht. Beide traten am Folgetag aus der KPD aus und wurden als Hospitanten in die NSDAP-Fraktion aufgenommen. Als nach dem Ende der Nazidiktatur 1945 die Kaderabteilung des ZK der KPD Untersuchungen über die Situation innerhalb der Danziger KPD 1937 veranlasste, erklärte Serotzki, er und Langnau hätten sich mit diesem Schritt nicht nur der Verhaftung entzogen, sondern sie hätten auch die damalige KPD-Taktik des „trojanischen Pferdes“ angewandt. 
Über Langnaus weiteres Schicksal ist nichts bekannt.